# Orașul nisipurilor
Orașul nisipurilor (1959) (titlu original La Ville de sable) este un roman fantastic al scriitorului francez Marcel Brion.

## Intriga
Naratorul călătorește în Asia Centrală în căutarea unor fresce maniheene despre care aflase că s-ar afla într-op peșteră din apropierea localității K. În timpul nopții este surprins de o violentă furtună de nisip care-l obligă să rămână în peșteră. Odată cu sosirea dimineții, el constată că giganticul munte nisip din apropiere a dispărut, lăsând vederii un oraș care clocotește de viață.
Călătoria între zidurile orașului, care amintește de perioada medievală, îl aduce în mijlocul unei lumi idilice. Locuitorii se poartă cu multă bunăvoință atât față de un om rătăcit ca el, cât și față de oricare alt om, indiferent de condiția sa socială sau cultul căruia îi aparține. Pe parcursul lunilor de ședere, naratorul se împrietenește cu Barduk, neîntrecutul povestitor ascultat de întrega suflare a cetății, cu un orfevrier, un persan care comercializează covoare și cu un negustor de apă. Reușește să se integreze perfect în acea societate și chiar își întemeiază o familie, alături de localnica Alana. Singurul contact cu restul lumii îl păstrează cu ajutorul caravanelor care trec din când în când pe acolo.
Viața decurge liniștită, iar anii trec urmând aceași rutină cotidiană. Abia după multă vreme, atacul violent al unor invadatori mongoli este aproape gata să distrugă acest mod de viață pastoral, dar este respins. Timpul trece și, odată cu el, apropiații naratorului părăsesc această lume. Povestitorul moare de bătrânețe, persanul este ucis în atacul mongolilor, iar orfevrierul pleacă alături de o caravană și nu se mai întoarce. În cele din urmă o furtună devastatoare acoperă orașul cu un munte de nisip, iar naratorul revine în zilele noastre, cu amintirea vie a unei povești din alte timpuri.

## Personaje
- Naratorul - un căutător pasionat de obiecte vechi provenind din Asia Centrală, descoperă un oraș medieval ascuns sub un munte de nisip
- Barduk - povestitor a cărui faimă nu poate fi egalată; după ce își încântă concitadinii timp de ani de zile cu istorisirile sale, moare de bătrânețe
- Kalkeidos - orfevrier grec, pasionat de perle; nu mai revine dintr-un periplu alături de o caravană, iar naratorul visează că ar fi murit
- Persanul - comerciant persan de covoare; este ucis în asediul mongolilor
- Mahad - neguțător de apă
- Mama Semnelor - bătrână înțeleaptă din cetate
- Alana - femeia de care se îndrăgostește naratorul și alături de care înființează o familie
- Dakuri - curtezană de care se îndrăgostește naratorul
- Balsam - slujnica lui Dakuri
- Învățătorul - pelerin mongol care vine în cetate cu o caravană

## Opinii critice
Romanul a fost considerat una dintre cele mai memorabile contribuții ale lui Brion în câmpul literaturii fantastice. Critica germană l-a comparat cu operele lui Hermann Hesse, Hugo von Hofmannsthal și Ernst Jünger, considerându-l o carte de excepție.

## Traduceri în limba română
- 2002 - Orașul de nisip, ed. Lucman, colecția SF nr. 20, traducere Nicolae Constantinescu, 204 pag., ISBN 973-8372-98-4
- 2007 - Orașul nisipurilor, ed. Pro Editură și Tipografie, traducere Nicolae Constantinescu, 192 pag., ISBN 978-973-145-022-3